# Michel André
Michel André, född Michel Antonin Henri André den 19 december 1912 i Paris, död 10 november 1987 i Clamart i Hauts-de-Seine, var en fransk skådespelare, manusförfattare och dramatiker. Han var son till skådespelaren Marcel André.

## Filmografi i urval
- 1944 – På farliga vägar